# (523775) 2014 YB35
(523775) 2014 YB35, Alternativschreibweise 2014 YB35, ist ein Erdnaher Asteroid der Apollo-Gruppe. Er wurde durch die Catalina Sky Survey am 27. Dezember 2014 entdeckt. Er hat einen Durchmesser von etwa 520 Metern und gilt als potentiell gefährlicher Asteroid (potentially hazardous asteroid, kurz PHA).
Das Objekt passierte die Erde am 27. März 2015 um 06:21 UTC in einer Entfernung von etwa 4.473.807 Kilometern, was einer Entfernung von 11,7 Monddistanzen entspricht, und mit einer relativen Geschwindigkeit von 10,16 km/s. Das Goldstone Observatorium beobachtete den Asteroiden seit dem 20. März 2015, um den genauen Zeitpunkt der Passage zu ermitteln und Radarbilder sowie Radar-Spektralanalysen zu erhalten, die Aufschluss über die Zusammensetzung von 2014 YB35 geben.
Die nächsten Kontakte mit der Erde werden in den Jahren 2033, bei einer mittleren Distanz von etwa 3.330.000 km, und 2128 stattfinden.